# 東京都立武蔵村山高等学校
東京都立武蔵村山高等学校（とうきょうとりつ むさしむらやまこうとうがっこう）は、東京都武蔵村山市中原一丁目にある都立高等学校。

## 設置学科
- 全日制課程　
  - 普通科

## 沿革
- 1974年12月 - 創立（東京都立久留米西高等学校内に開校準備事務室設置）
- 1975年4月 - 開校
- 2004年12月 - 創立30周年記念式典

## 交通
出典 : 
| 運行事業者 | 乗車駅     | 系統           | 下車停留所                  |
| ---------- | ---------- | -------------- | --------------------------- |
| 立川バス   | 昭島駅     | 昭22・昭22-2   | 「武蔵村山高校南」、徒歩5分 |
| 立川バス   | 立川駅     | 立12-1・立12-2 | 「新道」、徒歩8分           |
| 立川バス   | 箱根ヶ崎駅 | 昭24           | 「新道」、徒歩8分           |
| 都営バス   | 花小金井駅 | 梅70           | 「三ツ木薬師前」、徒歩8分   |

生徒の約8割は自転車通学である。

## 著名な出身者
- 佐橋俊彦（作･編曲家）
- 西沢浩一（元プロ野球選手）
- コシミハル（シンガー･ソングライター）
- 越智博之（アニメ監督）
- 大倉孝二（俳優）
- 辰巳奈都子（女優・グラビアアイドル）